# Ceratocephala falcata
Ceratocephala falcata är en ranunkelväxtart. Ceratocephala falcata ingår i släktet hornsmörblommor, och familjen ranunkelväxter.

## Underarter
Arten delas in i följande underarter:
- C. f. falcata
- C. f. incurva

## Bildgalleri

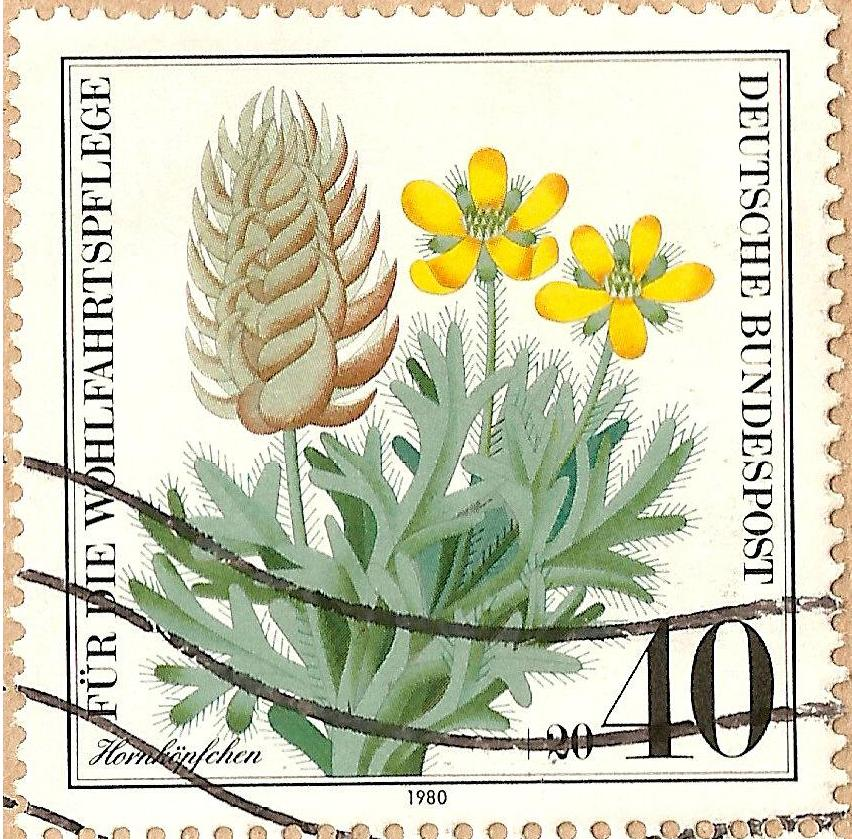